# فینال جام باشگاه‌های اروپا ۱۹۸۳
فینال جام باشگاه‌های اروپا ۱۹۸۳، رقابت پایانی جام باشگاه‌های اروپا در سال ۱۹۸۳ میلادی است که مابین دو تیم باشگاه فوتبال هامبورگ و باشگاه فوتبال یوونتوس در ورزشگاه المپیک آتن، آتن برگزار شده‌است.
این مسابقه که در تاریخ ۲۵ مه ۱۹۸۳ انجام شده‌است با نتیجه ۱ بر ۰ به سود تیم باشگاه فوتبال هامبورگ به پایان رسید.